# Distrikt Echarati
Der Distrikt Echarati (oder Distrikt Echarate) liegt in der Provinz La Convención der Region Cusco in Südzentral-Peru. Der am 2. Januar 1857 gegründete Distrikt hat eine Fläche von 19.135,5 km². Der nördliche Teil des Distrikts wurde am 6. Juli 2016 als Distrikt Megantoni ausgegliedert. Beim Zensus 2017 lebten 23.214 Einwohner im Distrikt. Die Distriktverwaltung befindet sich in Echarati. Daneben gibt es die größeren Siedlungen Kiteni und Ivochote. Alle drei Hauptorte liegen am Río Urubamba, der den Distrikt in überwiegend nördlicher Richtung durchfließt. Den Distrikt durchziehen relativ niedrige Höhenrücken der peruanischen Ostkordillere in westlicher Richtung.

## Geographische Lage
Der Distrikt liegt zentral in der Provinz La Convención, etwa 110 km nordwestlich der Regionshauptstadt Cusco. Der Distrikt grenzt im Norden an die Distrikte Río Tambo (Provinz Satipo) und Megantoni, im Osten an die Distrikte Fitzcarrald (Provinz Manu), Quellouno, Ocobamba und Maranura, im Süden an die Distrikte Santa Ana, Vilcabamba und Villa Virgen sowie im Westen an die Distrikte Villa Kintiarina, Kimbiri und Pichari.